# 19916 Донбас
19916 Донбас  (19916 Donbass) — астероїд головного поясу, відкритий 26 серпня 1976 року.
Тіссеранів параметр щодо Юпітера — 3,610.